# Anișoara Dobre-Bălan
Anișoara Dobre-Bălan (ur. 1 lipca 1966 w Liteni) – rumuńska wioślarka. Dwukrotna medalistka olimpijska.
Brała udział w dwóch igrzyskach (IO 88, IO 92), na obu zdobywała medale w czwórce podwójnej. W 1988 Rumunki zajęły trzecie miejsce, cztery lata później były drugie. Na mistrzostwach świata zdobyła złoto w ósemce w 1989. W czwórce podwójnej w 1986 zdobywała srebro, w 1985 i 1991 brąz. Srebrny medal zdobyła również w dwójce podwójnej w 1991.
Medalistką olimpijską w wioślarstwie była także jej siostra Doina Șnep-Bălan. 